# 四胞胎素数
四胞胎素数（四連素数）是指一組符合以下形式的素数{p, p+2, p+6, p+8}。上述形式是大於3的四個連續素数出現機率最高的形式。頭幾組四胞胎素数如下
{5, 7, 11, 13}, {11, 13, 17, 19}, {101, 103, 107, 109}, {191, 193, 197, 199}, {821, 823, 827, 829}, {1481, 1483, 1487, 1489}, {1871, 1873, 1877, 1879}, {2081, 2083, 2087, 2089}, {3251, 3253, 3257, 3259}, {3461, 3463, 3467, 3469}, {5651, 5653, 5657, 5659}, {9431, 9433, 9437, 9439} （OEIS數列A007530）
上述四胞胎素数中除了{5, 7, 11, 13}以外的各組均符合{30n + 11, 30n + 13, 30n + 17, 30n + 19}的形式，各質數除以30的餘數有一定的規則。  
有些參考資料將{2, 3, 5, 7}或{3, 5, 7, 11}也視為四胞胎素数，而有些來源的資料不將{5, 7, 11, 13}視為四胞胎素数。
四胞胎素数中有包括二組連續的孪生素数及二組互相重疊的三胞胎素数。
目前還不確定是否存在無限組四胞胎素数，若四胞胎素数有無限組，因為其中也包括孪生素数，也就可推得了孪生素数猜想。相反的，若孪生素数猜想不成立，也可以推得四胞胎素数只有有限組。不過根據现有的知識推測，孪生素数可能有無限組，但四胞胎素数可能只有有限組。n在2,3,4,...時，n位數十進位的四胞胎素数組數如下1, 3, 7, 26, 128, 733, 3869, 23620, 152141, 1028789, 7188960, 51672312, 381226246, 2873279651 （OEIS數列A120120）。
至2007年為止，已知的最大四胞胎素数有2058位數。是由Norman Luhn在2005年發現，第一個質數為
p = 4104082046 × 4799# + 5651, 其中4799#是前4799個質數的乘積, 也就是质数阶乘。

## 布朗常数
四胞胎素数的布朗常数B4，是所有的四胞胎素数的倒数之和，记为：
{\displaystyle B_{4}=\left({\frac {1}{5}}+{\frac {1}{7}}+{\frac {1}{11}}+{\frac {1}{13}}\right)+\left({\frac {1}{11}}+{\frac {1}{13}}+{\frac {1}{17}}+{\frac {1}{19}}\right)+\left({\frac {1}{101}}+{\frac {1}{103}}+{\frac {1}{107}}+{\frac {1}{109}}\right)+\cdots }
其數值為
B4 = 0.87058 83800 ± 0.00000 00005.
另外一個使用符號B4的數字是表兄弟素数的布朗常数，也就是可表示為(p, p + 4)形式的質數的倒數和。 	

## 内部链接
- 孪生素数
- 三胞胎素数
- 六素数